# Dialeurodes crescentata
Dialeurodes crescentata là một loài côn trùng cánh nửa trong họ Aleyrodidae, phân họ Aleyrodinae.
Dialeurodes crescentata được Corbett miêu tả khoa học đầu tiên năm 1935.